# Brime de Urz
Brime de Urz település Spanyolországban,  Zamora tartományban.  Lakosainak száma 99 fő (2024).

## Népesség
A település népessége az utóbbi években az alábbiak szerint változott:
| Lakosok száma | 146  | 153  | 145  | 142  | 127  | 131  | 119  | 104  | 105  | 99   |
|               | 2001 | 2004 | 2007 | 2009 | 2012 | 2014 | 2017 | 2019 | 2022 | 2024 |